# تشيكوسلوفاكيا في حرب الخليج الثانية

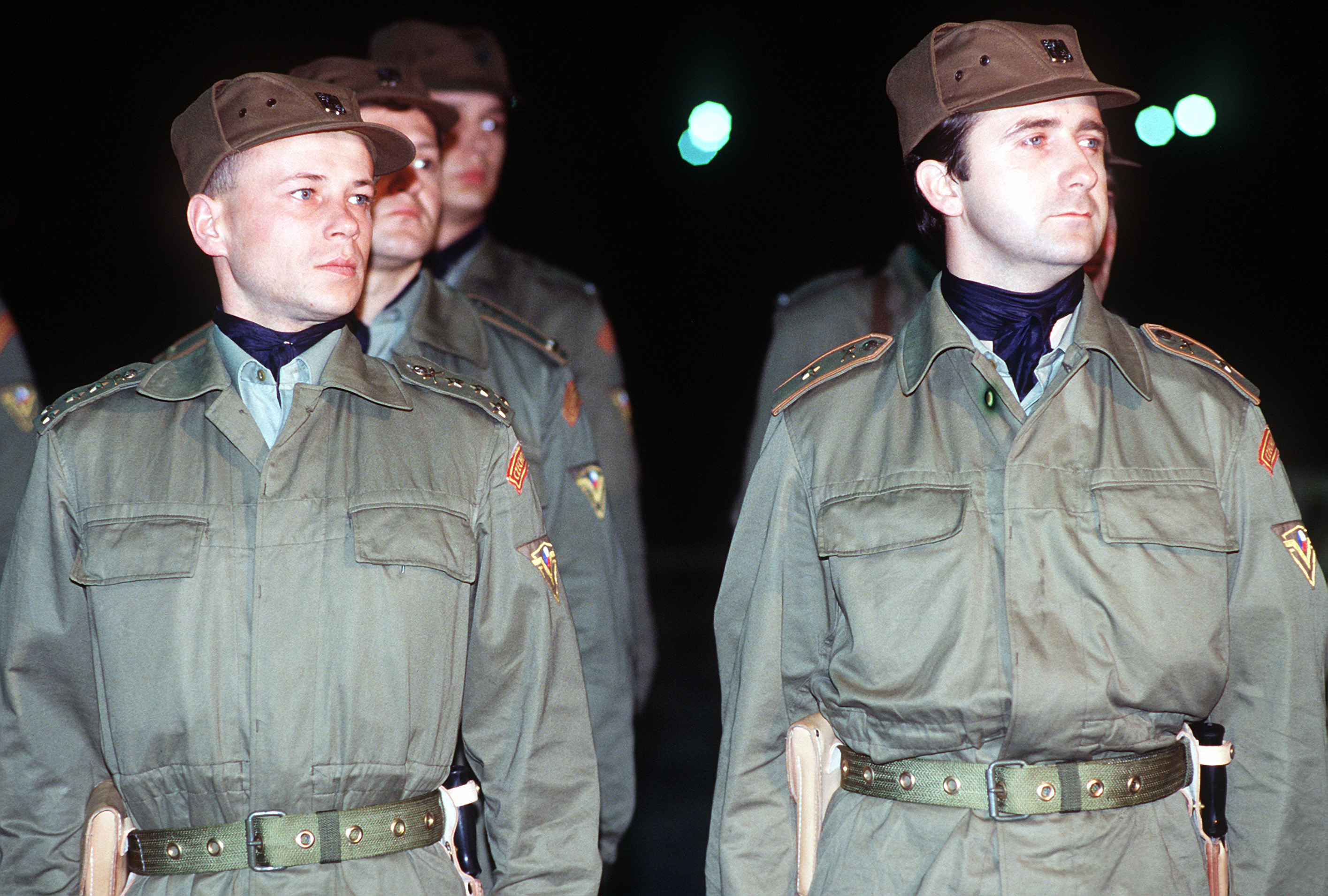
جنود تشيكوسلوفاكيون يقفون في تشكيل وهم يستعدون لزيارة أحد كبار الشخصيات خلال عملية درع الصحراء.

أرسلت تشيكوسلوفاكيا قوة تتألف من 200 جندي للمشاركة في عملية درع الصحراء وعاصفة الصحراء كجزء من قوات التحالف في حرب الخليج الثانية. كانت هذه هي العملية العسكرية الوحيدة التي قامت بها تشيكوسلوفاكيا خلال فترة الديمقراطية قبل تفككها. كما أنها المرة الأولى التي تشترك فيها القوات التشيكوسلوفاكية في صراع مسلح منذ الحرب العالمية الثانية. انتشرت الوحدة المتخصصة في الدفاع الكيميائي وإزالة التلوث في المملكة العربية السعودية بسبب القلق الكبير من استخدام صدام حسين من غاز الأعصاب الخردل في الحرب العراقية الإيرانية. تم تجهيز القوات التشيكوسلوفاكية بدراجة رباعية طراز يو أي زي - 469 المزودة بمعدات الكشف عن المواد الكيميائية ومجموعة متنوعة من الشاحنات المصممة لإزالة التلوث. ترأس الفصيلين العقيد يان فالو. في أعقاب حرب الخليج الثانية أجرت الحكومتين التشيكية والسلوفاكية تحريات في مزاعم أعراض مرض حرب الخليج بين قدامى المحاربين العائدين. سجلت القوات التشيكوسلوفاكية إطلاق سموم مثل سارين في الأراضي العراقية التي نسبت إليها كأسباب للمرض.
بعد بدء الحرب تم اعتقال نحو 40 مواطنًا تشيكوسلوفاكيًّا في العراق. في 4 ديسمبر 1990 غادر وفد تشيكوسلوفاكي غير رسمي باسم بعثة حسن النية إلى العراق للتفاوض على إطلاق سراح المعتقلين. البعثة التي وصفت بأنها غير رسمية ولكن بقيادة وزير الدفاع السابق ميروسلاف فاسك نجحت في مهمتها وعادت في 11 ديسمبر 1990 مع 38 معتقل. وفقًا لعضو البعثة مايكل كوتشاب فإن المفاوضات شهدت بعض التعقيدات بسبب التصريحات الصارمة من بعض السياسيين التشيكوسلوفاكيين حول العراق مثل خطاب فاتسلاف هافيل خلال زيارته عام 1990 إسرائيل.